# Tomáš Bystřický
Tomáš Bystřický (* 14. Juni 1990) ist ein tschechischer Bi-, Tri- und Quadrathlet.
Tomáš Bystřický trat erstmals bei den Juniorenrennen der tschechischen Meisterschaften im Crosslauf-Sommerbiathlon in Staré Město pod Landštejnem in Erscheinung, wo er hinter Adam Mejstrik Zweiter des Massenstartrennens wurde. Wenig später gewann er mit seinem Partner Lukáš Rostás im Teamwettkampf des Pilsenman, einem Quadrathlon in Pilsen. Im Jahr darauf wurde er zunächst 20. in Sprint und Verfolgung beim IBU-Sommercup 2011 in Osrblie. Wenig später nahm er bei den Sommerbiathlon-Europameisterschaften 2012 an selber Stelle erstmals an einer internationalen Meisterschaft teil. Im Sprint wurde er dank nur eines Fehlers Zehnter, im Verfolgungsrennen fiel er mit sechs Schießfehlern auf den 15. Platz zurück. In der Mixed-Staffel verpasste er an der Seite von Pavla Schorná, Lea Johanidesová und Petr Balcar als Viertplatzierter knapp eine Medaille. Mit zwei Strafrunden hatte er wie auch Schorná einen nachhaltig negativen Anteil am Verpassen der Medaille.

## Belege
1. ↑  Sommerbiathleten erfolgreich bei Vorbereitung auf die EM (Memento des Originals vom 6. Januar 2014 im Internet Archive)  Info: Der Archivlink wurde automatisch eingesetzt und noch nicht geprüft. Bitte prüfe Original- und Archivlink gemäß Anleitung und entferne dann diesen Hinweis.
2. ↑  Peitz und Péterová siegen beim Pilsenman (Memento des Originals vom 6. Januar 2014 im Internet Archive)  Info: Der Archivlink wurde automatisch eingesetzt und noch nicht geprüft. Bitte prüfe Original- und Archivlink gemäß Anleitung und entferne dann diesen Hinweis.
3. ↑  Vozniak of Ukraine triumphed in Osbrlie’s pursuit today!

| Personendaten    | Personendaten                           |
| ---------------- | --------------------------------------- |
| NAME             | Bystřický, Tomáš                        |
| ALTERNATIVNAMEN  | Bystricky, Tomas                        |
| KURZBESCHREIBUNG | tschechischer Bi-, Tri- und Quadrathlet |
| GEBURTSDATUM     | 14. Juni 1990                           |